# Adolf von Berlichingen
Carl Friedrich Götz Gustav Adolf Freiherr von Berlichingen, Pseudonym: Klemens Adolf (* 30. Mai 1840 in Stuttgart; † 3. Mai 1915 in Bad Kissingen, Unterfranken) war ein deutscher katholischer Theologe, Jesuit, Schriftsteller, Dichter und Arzt.

## Leben
Er war der Sohn des württembergischen Kammerherrn Friedrich Reinhard von Berlichingen (1798–1865) und dessen Gattin Albertine geb. Eschenburg (1817–1883), aus Hamburg stammend. Der Vater konvertierte auf dem Sterbebett zum Katholizismus, die Mutter hatte schon 1850 den katholischen Glauben angenommen. 1858, im Alter von 18 Jahren, trat Adolf von Berlichingen mit zwei Geschwistern zum Katholizismus über.
Er besuchte in den Jahren 1858 bis 1861 das Jesuitenpädagogium Stella Matutina in Feldkirch (Vorarlberg) und wurde 1862 Jesuit. Seinen Eintritt ins Noviziat der Jesuiten vermerkt auch Eveline von Massenbach, Hofdame der württembergischen Königin Olga, in ihren Erinnerungen, so dass er bei Hof kein Unbekannter gewesen sein dürfte. Während des Deutsch-Französischen Krieges 1870/1871 diente er als Krankenpfleger. Im Jahr 1873 empfing Berlichingen die Priesterweihe und wirkte in England, Holland und Österreich als Prediger, Apologet und Schriftsteller.
Im Jahr 1885 verließ Berlichingen den Orden und betätigte sich in Österreich und Bayern als Seelsorgepriester, Armenarzt, Schriftsteller und Dichter. Längere Zeit lebte er auf Schloss Glanegg bei Salzburg, aber auch in Wien und zuletzt in Würzburg, wo er 1902 einige Vorträge gegen Luther und den Protestantismus hielt.
Freiherr von Berlichingen war befreundet mit dem jüdischen Kunsthistoriker Adolph Goldschmidt (1863–1944), den er bei einem Kuraufenthalt kennengelernt hatte. Auch mit dem Komponisten Armin Knab (1881–1951) verband ihn eine Freundschaft und er förderte sein musikalisches Wirken.
Seine 1884 erschienene Biografie über den ecuadorianischen Präsidenten Gabriel García Moreno wurde 2007 neu aufgelegt.
Adolf von Berlichingens Schwester Mathilde – ebenfalls eine Konvertitin – trat im elsässischen Kintzheim als Nonne bei den Sacré-Cœur Schwestern ein.

## Werke
(Auswahl)
- Don Gabriel Carcia Moreno, Präsident der Republik Ecuador Ein Leben im Dienste des Vaterlandes und des Glaubens. Benziger Verlag, Einsiedeln 1884 (Neuauflage 2007).
- Ozanam oder das Senf-Körnlein des hl. Vincenz von Paul. Festspiel, 1889.
- Die beiden Tilly. Historisches Drama in fünf Akten. Verlag Manz, Regensburg 1891.
- Die heiligen drei Könige, ein Weihnachtsspiel mit Gesang. Styria Verlag, 1891.
- Lazareth-Fahrten des Freiherrn Adolf Götz von Berlichingen im deutsch-französischen Kriege. 1894.
- Die Befreier Wien's 1683. Ein dramatisches Gedicht. 1894.
- Die Hirten von Bethlehem. Neues Krippenspiel mit Gesang in drei Aufzügen. 1903.
- Die giftigen Quellen des Abfalls in der Reformation, in populär-historischen Vorträgen geschildert. 1903.
- Ein offenes Wort an die gläubigen Protestanten. 1904.
- Garcia Morenos Tod. Historisches Trauerspiel in fünf Akten. 1909.